# Novopokrovskaja
Novopokrovskaja (in russo Новопокровская?) è un centro abitato (stanica) della Russia, situato nel Territorio di Krasnodar. È il centro amministrativo del distretto Novopokrovskij.
La località si trova nel corso superiore del fiume Eja. Dista 47 km da Tichoreck e 205 km da Krasnodar.